# Pointe d’Orny
Der Pointe d’Orny ist ein Berg der Mont-Blanc-Gruppe im Kanton Wallis in der Schweiz und 3271 m ü. M. hoch. Rund 500 Meter nordwestlich des Gipfels befindet sich der 3186 m ü. M. hohe Petite Pointe d’Arny. Südlich des Berges liegen der  Trientgletscher und der Glacier d’Orny. An seinem südlichen Fuss befinden sich die  SAC-Hütten Cabane du Trient (3169 m ü. M.) und Cabane d’Orny (2825 m ü. M.).